# Новоспасская, Надежда Константиновна
Надежда Константиновна Новоспасская (31 июля [11 августа] 1877, Волчанск Харьковская губерния — 2 февраля 1962 года, Чимкент, Казахская ССР) — артистка оперы (лирико-драматическое сопрано). Дочь статского советника. В 1894—1901 обучалась пению в Моск. конс. (класс Льва Джиральдони, Камилло Эверарди, Елизаветы Лавровской), к-рую окончила с большой серебряной медалью. В 1901 дебютировала в Киеве (антр. М. Бородая). Позднее пела в Одессе (1902), Москве (театр Солодовникова, 1903—?) и Киеве (до 1907). Обладала гибким красивым голосом широкого диапазона. В репертуаре было околоко 40 разнохарактерных партий. После октябрьской революции преподавала в киевской Народной консерватории.
Жена Анатолия Ивановича Савенко.

## Биография
Надежда Константиновна родилась в Волчанске, на Харьковщине. У неё было три сестры. Надя больше всех любила старшую сестру Олю. Отец её был инспектором народных училищ, имел чин статского советника, а мать воспитывала детей и вела хозяйство.
Окончив в Волчанске гимназию, поступила в Московскую консерваторию по классу пения. Начала своё обучение в консерватории у профессора Джиральдони, но он вскоре умер. Перешла к Камилло Эверарди, но и он умер. А заканчивала консерваторию у профессора Елизаветы Лавровской. Лавровская — в прошлом известная артистка Мариинского театра, ярким талантом которой восхищались и Тургенев, и Достоевский, и многие. Одно время Лавровская училась у Полины Виардо. Была дружна с Чайковским. Это она подсказала ему мысль создать оперу на сюжет «Евгения Онегина».
После окончания консерватории, подписала контракт с Киевской оперой, находившейся в Москве на гастролях.
В начале 1900-х годов вышла замуж за Анатолия Ивановича Савенко. В 1904 году у них родился сын Борис, а затем три дочери — Татьяна, Ирина (1909) и Наталья.
Дети:
- Борис Анатольевич Савенко (1904—1920), умер в эмиграции на острове Халки[4],
- Татьяна Анатольевна Савенко[4] (род. 1908),
- Ирина Анатольевна Савенко (1909—1997), писательница, автор воспоминаний об отце «Во сне и наяву»[4][5],
- Наталья Анатольевна Савенко[4] (род. 1912).

## Партии
Антонида, Горислава, Наташа («Русалка» А. Даргомыжского), Ярославна («Князь Игорь»), Марина Мнишек, Тамара («Демон» А. Рубинштейна), Маша («Дубровский»), Алена («Купец Калашников»), Ноэми и Клеопатра («Маккавеи»), Криза и Поппея («Нерон»), Лиза («Пиковая дама»), Мария («Мазепа» П. Чайковского), Наталья («Опричник»), Татьяна, Иоланта, Кума Настасья, Иоанна д’Арк, Купава, Домна Сабурова и Марфа («Царская невеста»), Ганна («Майская ночь»); Маргарита («Фауст»), Леонора («Трубадур»), Дездемона («Отелло» Дж. Верди), Аида, Амелия, Микаэла, Сантуцца, Недда, Галька, Шарлотта («Вертер»), Елизавета и Венера («Тангейзер»).
Партнёры: А. Ф. Арцимович, И. Барсов, А. Г. Борисенко, С. И. Друзякина, Е. Ковелькова, В. А. Лосский, А. Матвеев, Н. Н. Миронов, Е. Я. Цветкова, Ф. И. Шаляпин, Н. А. Шевелёв, Ф. Ф. Эрнст. Пела п/у Н. Кочетова, А. Э. Маргуляна, И. О. Палицына.